# Jaakow ben Jehuda ha-Lewi Kopelman

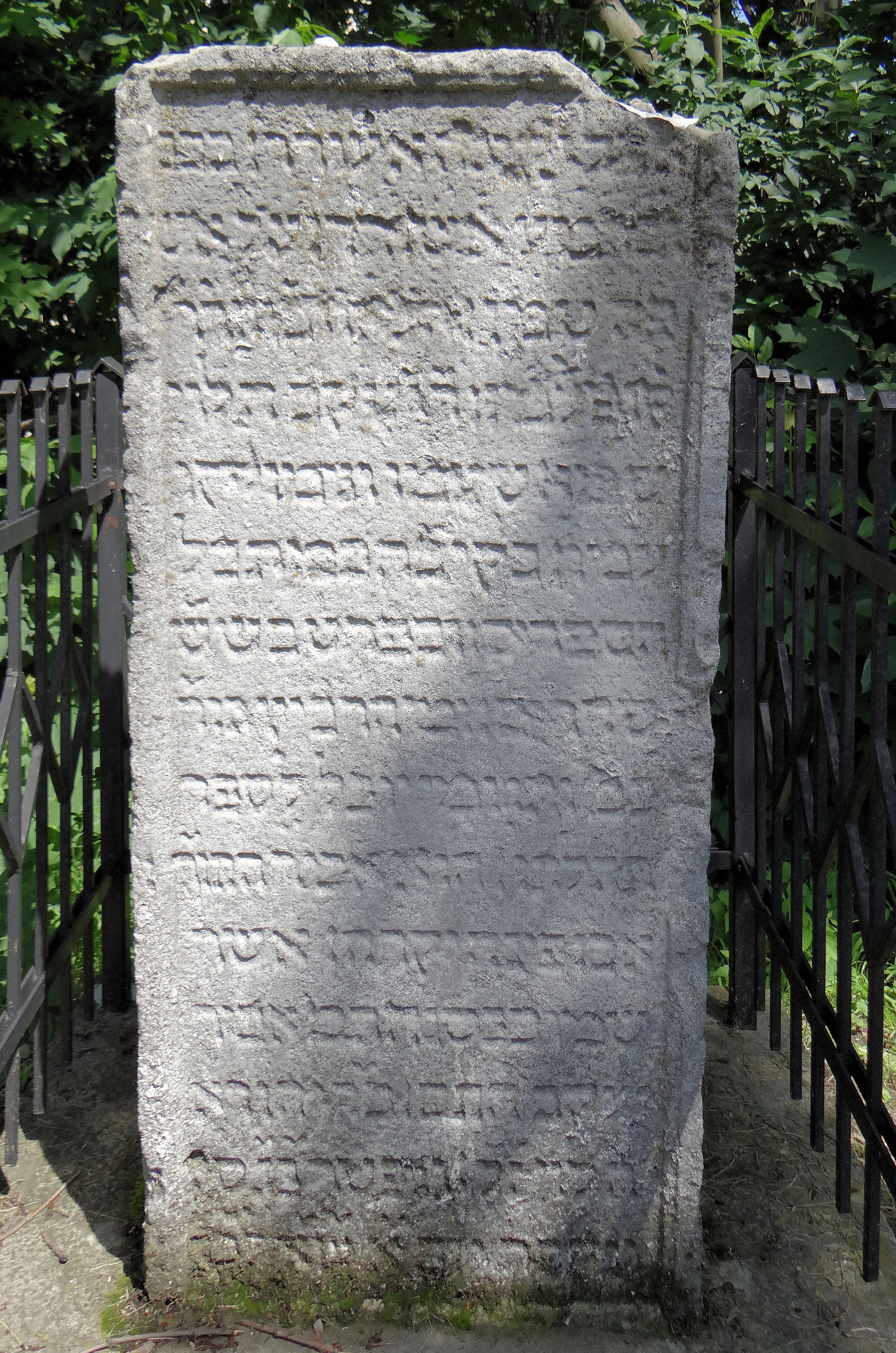
Macewa na grobie Jaakowa ben Jehudy ha-Lewiego Kopelmana w Lublinie (2013)

Jaakow ben Jehuda ha-Lewi Kopelman (zm. 19 czerwca 1541) – rabin, talmudysta, prowadził w Lublinie słynną szkołę talmudyczną. 
Według kalendarza żydowskiego zmarł 23 siwan 5301 roku, tj. 19 czerwca 1541 roku. Na jego grobie, na kirkucie lubelskim (najstarszym zachowanym cmentarzu żydowskim w Polsce) stoi kamienna macewa, pochodząca z 1541 roku, jest to prawdopodobnie najstarszy żydowski nagrobek w Polsce, który nie uległ przemieszczeniu. 
Przekład hebrajskiego tekstu inskrypcji (epitafium) na macewie rabina Jakowa Kopelmana ben Jehuda Ha-Lewi (tłumaczenie A. Trzcińskiego z wyjątkiem fragmentu ostatniego wersetu, który przytoczono za Stanisławem Krajewskim):

Żałość i tren wypowiem, z płaczem

i ze łzami zaśpiewam nad tym, który

tu jest pochowany, gaonem,

naszym nauczycielem i mistrzem,

panem r. Kopelmanem, r. Jaakowem Ha-Lewi.

To imię jego i ma to swoje znaczenie.

Biegły był w mądrości wszystkich

ksiąg, a szczególnie w Sześciu

Porządkach. I kto zdoła opowiedzieć

tak jak on? I kto zdoła opowiedzieć

jego chwałę? On, mocarz Tory,

drogi kamień węgielny, którego

imię umieszczone jest na tronie Mocarza

<Jakubowego>, Jaakow prawy, syn pana Jehudy

Ha-Lewi błogosławionej pamięci. Odszedł 23 siwan

i pogrzebany został w niedzielę 301 (roku) według małej rachuby

W pierwszym wersecie epitafium znalazła się trawestacja psalmu 150:3, natomiast w wersecie przedostatnim wykorzystano grę słów zawartą w imieniu Jakub.
Wspomniany w Prawdziwy ból (ang. A Real Pain) z 2024 w reżyserii Jessego Eisenberga.